# Осин, Шамиль Абзалетдинович
Шамиль Абзалетдинович Осин (род. 12 августа 1961, Томск, СССР) — казахстанский политический и общественный деятель. Депутат Мажилиса Парламента Республики Казахстан VII созыва (с 15 января 2021 года).

## Биография
По национальности татарин.
В 1980 году окончил профессиональное техническое училище № 1 в городе Караганде по специальности подземный электрослесарь, в 1996 году — Карагандинский государственный университет имени Е. А. Букетова по специальности «Финансы и кредиты».
В 1980 году начал трудовую деятельность подземным электрослесарем 4 разряда на участке № 5 шахты имени Костенко Карагандинского производственного объединения по добыче угля «Карагандауголь». В 1982—1984 годах служил в Советской армии. В 1984—1991 годах работал в системе государственной торговли Карагандинской области.
1991—1993 гг. — заместитель директора строительного малого частного предприятия.
1993—1999 гг. — президент АО «Союзторгоборудование».
1999—2009 гг. — директор ТОО «Шыгыс».
2009—2021 гг. — глава фермерского хозяйства «Шыгыс».
C 15 января 2021 года — депутат Мажилиса Парламента Республики Казахстан VII созыва, избранный от Ассамблеи народа Казахстана. Член Комитета по аграрным вопросам.

## Награды
- Орден «Курмет» (2017)
- Медаль «Шапагат» (2011)
- Медаль «Народная благодарность» (2020)
- Медаль «10 лет независимости Республики Казахстан» (2001)
- Медаль «10 лет Конституции Республики Казахстан» (2005)
- Медаль «20 лет независимости Республики Казахстан» (2011)
- Медаль «20 лет Ассамблее народа Казахстан» (2015)
- Медаль «20 лет Конституции Республики Казахстан» (2015)